# رقابت سرد
رقابت سرد (به انگلیسی: Cool Runnings) فیلمی محصول سال ۱۹۹۳ و به کارگردانی جان ترتلتاب است. در این فیلم بازیگرانی همچون لیون رابینسون، داگ ای. داگ، راوال دی لوئیس، ملک یوبا، جون کندی، ریموند جی. بری و پیتر اوتربریج ایفای نقش کرده‌اند.